# Łukasz Tur
Łukasz Tur pseud. Turi (ur. 1981, zm. 14 listopada 2020) – polski waltornista i nauczyciel gry na instrumentach dętych, członek zespołu Paraliż Band (1999–2020).

## Życiorys
Pochodził z Torunia. Był absolwentem II Liceum Ogólnokształcącego im. Królowej Jadwigi w Toruniu. Studia na kierunku Instrumentalistyka, w zakresie specjalności – gra na waltorni ukończył na Akademii Muzycznej im. Feliksa Nowowiejskiego w Bydgoszczy. Był waltornistą Toruńskiej Orkiestry Symfonicznej. Od 1999, aż do śmierci był także członkiem grupy muzycznej Paraliż Band, która w tym czasie wydała cztery albumy; Paraliż Band (2003), Take reggae gammy (2005), Vintage (2009) i Na brzegu rzeki (2015). Tur był również członkiem zespołu Disparates, który wydał dwa albumy Fafaberie (2010) i Południe (2014) oraz zespołu Bartek Kulik & Późne Lato, który w 2017 roku wydał album pt. Późne Lato, a także uczestnikiem projektu muzycznego Pan Jędras.
Był nauczycielem gry na instrumentach dętych. Od 2011 był instruktorem Szkolnej Orkiestry Dętej Zespołu Szkół Samochodowych im. gen. Józefa Bema w Toruniu. 